# Newtown Association Football Club
El Newtown Association Football Club és un club de futbol gal·lès de la ciutat de Newtown.

## Història
El club va ser fundat el 1875 com a Newtown White Stars, essent membre fundador de la Football Association of Wales. Sembla que es fusionà amb el club Newtown Excelsior per formar l'actual Newtown AFC. El club ha guanyat dos cops la copa gal·lesa de futbol les temporades 1878-79, 1894-95.

## Palmarès
|  | - Welsh Cup: - 1878-79, 1894-95 - Welsh Amateur Cup: - 1954-55 - Mid Wales League: - 2008-09 (Reserves) - Mid Wales League: - 1975-76, 1978-79, 1981-82, 1986-87, 1987-88, 1995-96 (Reserves) - Summer Cup: - 1994-95, 1995-96 - Mid Wales South League: - 1981-82 (Reserves) | - Arthur Barrett Cup: - 1986-87 - Central Wales Cup: - 1992-93, 1993-94 - Central Wales Floodlit Cup: - 1994-95 - Mid Wales League Cup: - 1994-95, 1997-98 - Montgomeryshire Cup: - 1995-96 - Shropshire League: - 1892-93 |